# Hellula angarensis
Hellula angarensis là một loài bướm đêm trong họ Crambidae.